# La Paz de Carazo
La Paz de Carazo, också kallad La Paz de Oriente, är en kommun (municipio) i Nicaragua med 5 355 invånare (2012). Den ligger i den sydvästra delen av landet i departementet Carazo. Kommunen är känd för musik och dans, och befolkningen håller gamla traditionella danser vid liv.

## Geografi
La Paz de Carazo ligger precis norr om den Panamerikanska landsvägen, 9 kilometer sydost om Jinotepe. La Paz de Carazo gränsar till kommunerna El Rosario i väster, Niquinohomo i norr, Diriá och Nandaime i öster och Santa Teresa i söder. Kommunens enda större ort är centralorten La Paz de Carazo med 2 375 invånare (2005).

## Historia
Kommunen grundades någon gång mellan 1838 och 1854.

## Näringsliv
La Paz de Carazo är en jordbruksbygd. De främsta grödorna som odlas är majs, bönor, ris, sockerrör, bananväxter och citrusfrukter.

## Kultur
Kommunen har ett rikt kulturliv med traditionell musik och dans. Två välkända danser är baile de las inditas (indianskornas dans), som handlar om landsbygdens kvinnor, och baile de los diablitos (de små djävlarnas dans), där indianerna hånar spanjorerna.

## Religion
La Paz de Carazo firar sina festdagar till minne av La Virgen de la Paz. Dagarna firas med traditionella danser och speciella maträtter som masa de cazuela och chicha de maíz.